# Statue-menhir des Jouclas
La statue-menhir des Jouclas est une statue-menhir appartenant au groupe rouergat découverte à Anglès, dans le département du Tarn, en France.

## Historique
La statue-menhir a été découverte par Olivier Rougelot en 1987. Elle a été déplacée en bordure du champ où elle fut découverte. La fouille de l'emplacement d'origine présumé a permis de retrouver des blocs et dallette qui ont pu servir pour le calage du menhir et de découvrir à proximité une petite fosse contenant des charbons de bois, un tesson de poterie de couleur rouge (intérieur) et noire (extérieur) et un percuteur en quartzite. L'ensemble est attribué au Néolithique final.

## Description
La statue est incomplète. Le fragment retrouvé correspond à la partie basse de la statue constituée d'une dalle de granite ou de gneiss d'origine locale, brisée en deux parties, d'une longueur totale de 3 m sur 0,85 m de largeur, pour une épaisseur de 0,40 à 0,50 m. La statue complète devait atteindre 3,50 à 4 m de hauteur. La partie inférieure de la dalle est de forme pointue.
Les deux faces sont décorées mais très érodées et les motifs ne sont visibles qu'en lumière rasante. Il s'agit d'une statue-menhir masculine. Sur la face antérieure, les motifs gravés correspondent à la bretelle du baudrier portant l'objet en sautoir et à une ceinture à large boucle rectangulaire. Au-dessous, le décor gravé correspond soit aux jambes disjointes d'un personnage soit aux plis d'un vêtement,.